# 杜布罗夫尼克共和国
杜布罗夫尼克共和国是克罗地亚历史上的一个未受国际普遍承认国家，存在于1991年10月15日—1992年5月4日，实际首都是察夫塔特，临时总统是阿科·阿波罗尼奥。该国是在南斯拉夫人民军围攻杜布罗夫尼克期间，由南斯拉夫人民军扶植建立的，其领土为南斯拉夫人民军占领的杜布罗夫尼克周边地区。该国随着南斯拉夫人民军的撤离而瓦解。

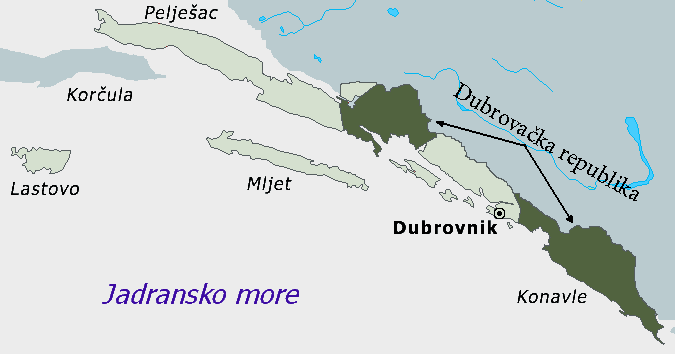
杜布罗夫尼克共和国地图